# Universitetet (stacja metra)

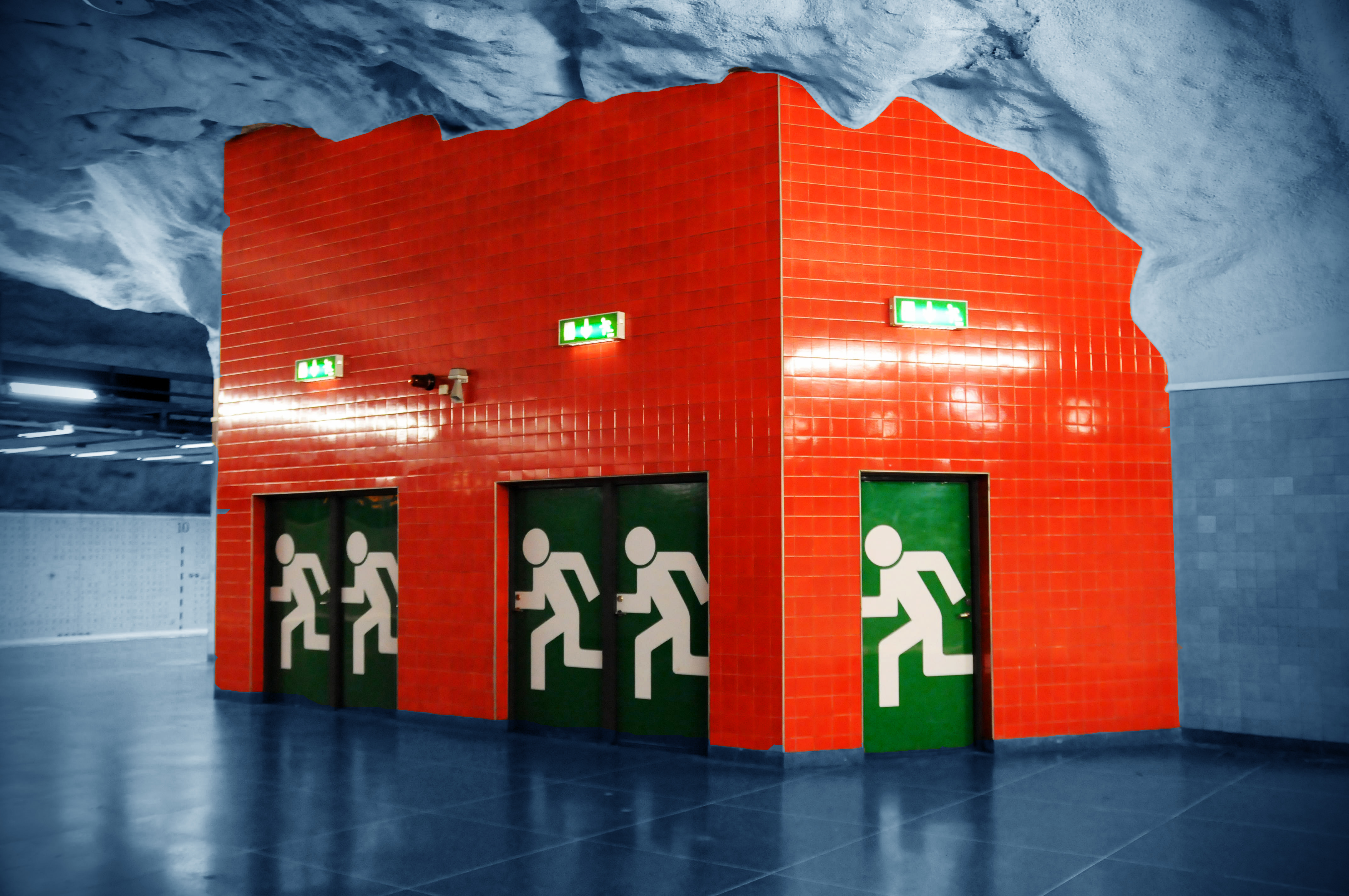
Wyjścia ewakuacyjne

Universitetet – podziemna, skalna stacja sztokholmskiego metra, leży w Sztokholmie, w Innerstaden, w dzielnicy Östermalm, w części Norra Djurgården. Na czerwonej linii metra T14, między Tekniska högskolan a Bergshamrą. Dziennie korzysta z niej około 11 200 osób. Wykorzystywana jest głównie przez studentów.
Stacja znajduje się na głębokości 20-24 m, równolegle do Roslagsvägen. Posiada jedno wyjście zlokalizowane przy Frescativägen. 
Otworzono ją 12 stycznia 1975 wraz z odcinkiem Tekniska högskolan-Universitetet. Do 19 stycznia 1978 była to stacja końcowa linii T14. Nazwa stacji pochodzi od pobliskiego uniwersytetu (szwe. Stockholms universitet). Posiada jeden peron. Stacja została zaprojektowana przez Michaela Granita i Davida Heldéna.

## Sztuka
- 12 ceramicznych mozaik, jedna przedstawia podróże Karola Linneusza, Françoise Schein, 1998
- De mänskliga rättigheterna (pol. prawa człowieka), kompozycja z używanych portugalskich kafelków, Françoise Schein, 1998
- Be my guest, instalacja wideo o wymiarach 2x9 metrów, wycofana ze względu na wandalizmy, Fredrik Wretman, 1998

## Czas przejazdu
| Linia | Stacja        | Czas przejazdu | Stacja                                                    | Czas przejazdu                   |
| T13   | Fruängen      | 27 min         | Östermalmstorg T-Centralen Gamla stan Slussen Liljeholmen | 7 min 9 min 11 min 12 min 19 min |
| T13   | Mörby centrum | 6 min          | Östermalmstorg T-Centralen Gamla stan Slussen Liljeholmen | 7 min 9 min 11 min 12 min 19 min |

## Otoczenie
W otoczeniu stacji znajdują się:
| - Stockholms universitet - Frescatihallen - Greens Villa - Nobelhuset - Juristernas hus - Aula Magna - Allhuset - Soedra huset - Universitetbiblioteket - Fresctai Backe - Arrheniuslaboratoriet - Wallenberglaboratoriet - Bergianska trädgården - Naturens hus - Viktoriahuset - Gamla Orangeriet - Edvard Andersons växthus | - Kungliga Vetenskapsakademien - Naturhistoriska riksmuseet - Cosmonova, kino - Ekhagens bollplan - Lilla Frescati - Frescati Haga |